# Карагайкуль (Челябинская область)
Озеро Карагайкуль (северная и пересохшая южная часть)
Карагайкуль — деревня в Кунашакском районе Челябинской области. Входит в состав Урукульского сельского поселения.
Карагайкуль основана башкирами-катайцами как хутор (дата основания неизвестна). В годы коллективизации жители организовали колхоз «Сталь».

## География
Расположена в юго-западной части района, на берегу озера Карагайкуль (отсюда название). Расстояние до районного центра, Кунашака, 27 км.

## Население
| 2002 | 2010 |
| ---- | ---- |
| 427  | ↘422 |

(в 1939 — 87, в 1970—627, в 1995—549)

## Улицы
- Молодёжная улица
- Улица С.Юлаева
- Улица Спартака